# شرکت (فیلم ۲۰۰۶)
شرکت (به انگلیسی: Corporate) فیلمی هندی محصول سال ۲۰۰۶ و به کارگردانی مادور باندارکار است. در این فیلم بازیگرانی همچون بیپاشا باسو، کی کی منون، منیشا لامبا، راج بابار، راجات کاپور، هارش چاهایا، آچینت کائور، لیلیت دوبی، مانوج جوشی، شویتا منون، همسا ناندینی، جاوید اختر، واسوندارا داس، پایال روهاتگی و آتول کولکارنی ایفای نقش کرده‌اند.